# SDS-4
SDS-4（英語: Small Demonstration Satellite - 4）は宇宙航空研究開発機構(JAXA)が開発した小型実証衛星であり、2012年5月18日にしずくの相乗りペイロードとして打上げられた。打ち上げ機会が確保しやすい50kg級三軸制御衛星バス技術の確立と先進技術実証を目的としている。2019年12月2日スカパーJSATに譲渡された。
バス機器については今後も継続的に使用可能な仕様を意識し、搭載計算機(OBC)、電力制御器(PCU)、S帯通信機(STRX)、小型MEMSジャイロ等を新規開発した。また高精度の三軸姿勢決定・制御が可能なように国内の50kg級小型衛星としては初めてとなるスタートラッカ(STT)、デジタル太陽センサ(DSS)を搭載する。

## ミッション
4つのミッションから構成される。

### 衛星搭載船舶自動識別実験(SPAISE)
自動船舶識別装置(AIS)受信システムの軌道上での機能･性能の確認及び衛星利用可能性の検証を行うミッション。

### 水晶発振式微小天秤(QCM)
軽量低コストな新型の国産水晶発振式微小天秤の実証を行うミッション。開発から軌道上運用に至るまで衛星の汚染環境の計測を行う。

### 平板型ヒートパイプ軌道上性能評価(FOX)
平板型ヒートパイプ(FHP)の軌道上実証及び地上試験や理論モデルとの比較評価を行うミッション。

### THERMEを用いた熱制御剤実証実験(IST)
JAXAとフランス国立宇宙研究センター(CNES)が共同開発した新型熱制御剤"THERME"の太陽光吸収率と軌道上劣化特性を計測するミッション。